# Вайншток Роман Якович
Роман Якович Вайншто́к (справжнє ім'я — Рувим; 20 березня 1932, Миколаїв — 27 червня 1988, Миколаїв) — український радянський художник, скульптор і педагог єврейського походження.

## Біографія
Народився 20 березня 1932 року в сім'ї залізничника в місті Миколаєві (нині Україна). Під час німецько-радянської війни був у евакуації.
Протягом 1958—1960 років навчався у Ленінградському інституті живопису, скульптури та архітектури імені Іллі Рєпіна, проте освіту не закінчив через брак коштів.
Викладав у Миколаєві у студії образотворчого мистецтва. Серед учнів — Володимир Якубовський. Протягом 1974—1988 років мешкав у Миколаєві в будинку на вулиці Пушкінській, № 66А. Помер у Миколаєві 27 червня 1988 року.

## Творчість
Працював у галузях станкового живопису (створював жанрові композиції, натюрморти, пейзажі, портрети) графіки (широко представив композиції за мотивами староєврейської історії), скульптури (створював дерев'яні скульптури та рельєфи). Працював олією, темперою, аквареллю, тушшю. Використовував мотиви міфів та легенд, біблійні та фантастичні сюжети, героїчний епос Стародавнього Сходу. Серед робіт:
- портрети — Л. Євдокименкової (1978), О. Шеїна (1986);
- «Краєвид із соняшниками та будинками» (1970);
- «Весна. Квітучі дерева» (1972);
- «Портрет Олі Бірман» (1980-ті)[1];
- «20 століття. Реакція у дії» (1988).

Створив серію портретів сучасників, образів східного типу.
119 робіт майстра зберігаються у Миколаївському художньому музеї; багато робіт перебувають у приватних колекціях в Україні та за кордоном.

## Вшанування
У Миколаєві, на фасаді будинку по вулиці Пушкінській, № 66А, де мешкав митець, 6 червня 2010 року йому встановлено меморіальну дошку (автори Віктор і Юрій Макушини).